# Lancé
Lancé – miejscowość i gmina we Francji, w Regionie Centralnym, w departamencie Loir-et-Cher.
Według danych na rok 1990 gminę zamieszkiwały 414 osoby, a gęstość zaludnienia wynosiła 23 osoby/km² (wśród 1842 gmin Centre, Lancé plasuje się na 746. miejscu pod względem liczby ludności, natomiast pod względem powierzchni na miejscu 745.).